# Melicope lauterbachii
Melicope lauterbachii är en vinruteväxtart som beskrevs av Thomas Gordon Hartley. Melicope lauterbachii ingår i släktet Melicope och familjen vinruteväxter. Inga underarter finns listade i Catalogue of Life.